# Jeločnik
Jeločnik je priimek v Sloveniji, ki ga je po podatkih Statističnega urada Republike Slovenije na dan 1. januarja 2010 uporabljalo 42 oseb.

## Znani nosilci priimka
- Aleksander Jeločnik (1917—2003), zgodovinar, arheolog in numizmatik
- Anton (Pavle?) Jeločnik - Slobodin (1848—?), gledališki igralec in režiser
- Marjan Jeločnik (1916—1997), telovadec, smučar, športni pedagog in publicist
- Mirjam Tozon (r. Jeločnik) (1913—2001), organistka
- Nikolaj Jeločnik (1919—1993), pisatelj, dramatik, režiser/gladališčnik, publicist, urednik v politični emigraciji (Argentina)
- Viktor Jeločnik (1881—?), kemik, strokovnjak za orožarstvo in eksploziva, lovski strokovnjak, ornitolog